# 17399 Andysanto
A 17399 Andysanto (ideiglenes jelöléssel 1983 RL) egy kisbolygó a Naprendszerben. Carolyn Shoemaker és Eugene Merle Shoemaker fedezte fel 1983. szeptember 6-án.